# Нижній Оратаг
Нижній Оратаг (вірм. Ներքին Հոռաթադ; азерб. Aşağı Oratağ) — село у Мартакертському районі Нагірно-Карабаської Республіки. Село розташоване за 7 км на південний захід від міста Мартакерта, за 4 км на південний захід від села Ахабекаландж та за 1 км на північний схід від села Цахкашен.

## Пам'ятки
У селі розташована церква 1094 р. та середньовічне кладовище.

## Уродженці
У 1941 році в селі народився український режисер, сценарист та продюсер Роман Балаян.